# Выстрел в тумане
«Выстрел в тумане» — советский приключенческий фильм о шпионах 1963 года. Премьера состоялась 8 июня 1964 года.

## Сюжет
Первая же работа молодого учёного Игоря Пантелеева произвела сенсацию. Неудивительно, что им заинтересовалась иностранная разведка. Советские чекисты предпринимают меры по защите учёного. Имя Пантелеева исчезает со страниц газет и журналов. Учёного переводят на работу в другой НИИ, сменив фамилию на Евдокимова. Но благодаря случайности, заграничные шпионы нашли научного сотрудника. Во время охоты, любителем которой был Пантелеев-Евдокимов, был похищен ботинок учёного с остатками почвы с полигона, где проводились испытания под его руководством, а также записка с формулами, которые противник мог бы использовать в своих целях. Офицер госбезопасности, сопровождавший учёного, погнался за похитителем, но был тяжело ранен. Чекисты раскрывают преступление и обезвреживают врага.

## В ролях
- Владимир Краснопольский — Игорь Матвеевич Евдокимов, он же Пантелеев
- Лионелла Скирда — Марина Миронова
- Юрий Горобец — Алексей Николаевич Киселёв, подполковник КГБ
- Роман Хомятов — Николай Лагутин, офицер КГБ
- Михаил Майоров — Владимир Петрович, генерал КГБ
- Владимир Колчин — Щербаков
- Борис Кожухов — Родин
- Бруно Оя — атташе Бинкль (озвучил на английском языке Кирилл Вац)
- Андрей Файт — «мистер Грин», он же полковник КГБ
- Николай Рушковский — Мезенцев
- Виктор Байков — парикмахер Самарин, он же агент «Католик»
- Галина Шостко — секретарь Бинкля
- Анатолий Адоскин — Смилкис
- Александра Денисова — Зоя Степановна
- Николай Прокопович — представитель издательства «Космос»

## Съёмочная группа
- Сценаристы: Владимир Алексеев, Михаил Маклярский
- Режиссёры: Анатолий Бобровский, Александр Серый
- Оператор: Владимир Боганов
- Композитор: Александр Флярковский